# Yuri-Gino Klein
Yuri-Gino Klein (* 25. Januar 2001 in Lugano) ist ein Schweizer Fussballtorhüter.

## Karriere

### Verein
Klein spielte in der gemeinsamen Jugendabteilung Future Champs Ostschweiz des FC St. Gallen und des FC Wil. Im 2019 wechselte er zum FC Wil. Im Juli 2020 debütierte Klein beim 1:1 gegen den FC Chiasso, nachdem er zuvor in der Saison lange verletzt war. Im Sommer 2021 schloss er sich der AC Bellinzona an. Mit dem Verein stieg er 2021/22 in die zweithöchste Liga auf. Nach einer langen Verletzungspause wechselte er im Sommer 2023 zum FC Gossau in die 1. Liga. Die Fürstenländer verliess er im Sommer 2024 wieder. Nach einem halben Jahr Vereinslosigkeit heuerte er beim FC Bazenheid in der 2. Liga interregional an, einer denkbar undankbaren Aufgabe, da die Toggenburger auf dem letzten Tabellenplatz überwintert hatten. Klein wurde als «Schlussmann mit Challenge-League-Erfahrung» angekündigt, dem  aufgrund «einer langwierigen Verletzung [...] aktuell noch etwas die Spielpraxis» fehle. Sein Debüt beging er im März 2025 gegen den FC Arbon, nachdem er das erste Spiel gegen den FC Seefeld Zürich kurzfristig wegen Krankheit verpasst hatte.

### Nationalmannschaft
Klein absolvierte ein Spiel für die U-15 der Schweizer Nationalmannschaft. Im Frühjahr 2020 unmittelbar vor seinem mutmasslichen Debüt bei der U-19 zog sich Klein eine schwere Knieverletzung zu.